# Galtara colettae
Galtara colettae là một loài bướm đêm thuộc phân họ Arctiinae, họ Erebidae.